# Йордан Смилянов
Йордан К. Смилянов е български политик от БКП, кмет на Дупница.

## Биография
Йордан Смилянов е роден на 15 януари 1939 година в Дупница. Член е на БКП и е юрист, от 1979 година е кмет на Дупница. За неговото време начело на града са открити съдебната палата и общинската почивна станция в Паничище, построени са още ЗРНО, нов ловен дом и сградата на ретранслатора, начало се дава на строежите на ЖК „Яворов“, „Градския универсален магазин“ и сградата на „Пътни строежи“. Мандатът му изтича през 1981 година, а самият Йордан Смилянов умира през 2000 година.